# Aeroportul Rabat-Salé
Aeroportul Rabat-Salé (IATA: RBA, ICAO: GMME) este un aeroport din Rabat-Salé-Kénitra⁠(d), Maroc ce deservește zona Salé. Aeroportul a fost tranzitat în 2022 de 873.305 pasageri. A fost numit după zona deservită.
Situat la o altitudine de 84 m, aeroportul dispune de 1 pistă. Este operat de Moroccan Airports Authority⁠(d).

## Infrastructură

### Piste
Aeroportul dispune de o singură pistă. Pista 03/21 are suprafața de asfalt și dimensiunile 3.500 m × 45 m. 